# Actebia flavomaculata
Actebia flavomaculata là một loài bướm đêm trong họ Noctuidae.